# Кулими (Северна Каролина)
Кулими (енгл. Cooleemee) град је у америчкој савезној држави Северна Каролина.

## Демографија
По попису из 2010. године број становника је 960, што је 55 (6,1%) становника више него 2000. године.
| Група             | 2000.       | 2010.       |
| Белци             | 811 (89,6%) | 769 (80,1%) |
| Афроамериканци    | 49 (5,4%)   | 80 (8,3%)   |
| Азијати           | 0 (0,0%)    | 2 (0,2%)    |
| Хиспаноамериканци | 37 (4,1%)   | 74 (7,7%)   |
| Укупно            | 905         | 960         |